# Entscheidungen der Finanzgerichte
Die Zeitschrift Entscheidungen der Finanzgerichte (EFG) ist eine zweimal monatlich erscheinende juristische Fachzeitschrift, die unter Mitwirkung der Richter an den Finanzgerichten in der Bundesrepublik Deutschland herausgegeben wird. Die EFG veröffentlicht jedes Jahr über 1300 Finanzgerichtsentscheidungen zum gesamten Steuer- und Steuerberatungsrecht, deren Auswahl nach Wichtigkeitsgesichtspunkten erfolgt. Damit fungiert die 1954 gegründete Zeitschrift als inoffizielle Rechtsprechungssammlung der Finanzgerichte. In Anmerkungen und Hinweisen werden wichtige Entscheidungen von Richtern kommentiert. In der Quartalsbeilage Beratersicht zur Steuerrechtsprechung (BeSt) werden aktuelle Entscheidungen zu wichtigen Problemkreisen zusammengestellt und aus Beratersicht analysiert. Jährlich erscheint ein Sonderheft, das die Rechtsentwicklung der letzten fünf Jahre zusammenfasst (EFG-Mitteilungen). Hauptzielgruppe sind laut Eigendarstellung des Verlags die steuerberatenden Berufe, Wirtschaftsprüfer und Rechtsanwälte/Notare. Die Auflage beträgt nach Verlagsangaben 9.000 Exemplare.
Die Zeitschrift wird vom 1913 gegründeten Stollfuß Verlag (Bonn/Berlin) herausgegeben, der sich auf Fachzeitschriften und Arbeitshilfen für die Steuer- und Personalrechtspraxis der freien Berufe, der Wirtschaft und der Verwaltung spezialisiert hat. Die aus Finanzrichtern bestehende Redaktion hat ihren Sitz in Bonn.
Auf einzelne Gerichtsentscheidungen, die in der EFG abgedruckt worden sind, verweist man durch Angabe des Kürzels „EFG“, des Jahrgangs und der Seite. Zusätzlich wird das Gericht genannt. So steht beispielsweise die Angabe FG Rheinland-Pfalz EFG 2002, 1046 für eine Entscheidung des Finanzgerichtes Rheinland-Pfalz („Programmieren als freiberufliche oder gewerbesteuerpflichtige Tätigkeit“), die auf Seite 1046 des Jahrgangs 2002 abgedruckt wurde.